# Robert C. Prim
Robert C. Prim, né à Sweetwater le 25 septembre 1921 et mort le 18 novembre 2021 à San Clemente (Californie), est un mathématicien et informaticien américain.
Pendant sa carrière aux Laboratoires Bell, il a créé avec son collègue Joseph Kruskal plusieurs algorithmes dont un pour la recherche de l'arbre couvrant de poids minimal dans un graphe, connu sous le nom d'algorithme de Prim.
Il a obtenu son PhD de mathématiques à Princeton en 1949.